# フランスの小説家一覧
フランスの小説家の一覧。
| 目次 | 目次 | 目次 | 目次 | 目次 | 目次 | 目次 | 目次 | 目次 | 目次 | 目次 |
| ---- | ---- | ---- | ---- | ---- | ---- | ---- | ---- | ---- | ---- | ---- |
| ア   | イ   | ウ   | エ   | オ   |      | ハ   | ヒ   | フ   | ヘ   | ホ   |
| カ   | キ   | ク   | ケ   | コ   |      | マ   | ミ   | ム   | メ   | モ   |
| サ   | シ   | ス   | セ   | ソ   |      | ヤ   |      | ユ   |      | ヨ   |
| タ   | チ   | ツ   | テ   | ト   |      | ラ   | リ   | ル   | レ   | ロ   |
| ナ   | ニ   | ヌ   | ネ   | ノ   |      | ワ   |      | ヲ   |      | ン   |

## ア
- A.D.G.
- ルイ・アラゴン
- エマニュエル・アルサン
- アンリ・シャリエール

## ウ
- ポール・ヴァレリー
- アンヌ・ヴィアゼムスキー
- ボリス・ヴィアン
- ジュール・ヴェルヌ
- ミシェル・ウエルベック

## エ
- マルセル・エイメ
- ジャン・エシュノーズ

## カ
- ヤスミナ・カドラ
- エミール・ガボリオ
- ピエール・アンリ・カミ
- アルベール・カミュ

## ク
- ジュリアン・グラック
- ピエール・クロソウスキー

## コ
- シドニー＝ガブリエル・コレット

## サ
- フランソワーズ・サガン
- マルキ・ド・サド
- ジャン＝ポール・サルトル
- アントワーヌ・ド・サン＝テグジュペリ
- ジョルジュ・サンド

## シ
- アンドレ・ジッド
- クロード・シモン
- クリスチャン・ジャック
- マルセル・シュウォッブ
- シャルル・エクスブライヤ
- ジャン・ジュネ
- ジョゼ・ジョヴァンニ

## ス
- スタール夫人
- スタンダール
- ジャック・スピッツ

## セ
- ルイ＝フェルディナン・セリーヌ

## ソ
- エミール・ゾラ

## テ
- アレクサンドル・デュマ・ペール
- アレクサンドル・デュマ・フィス
- トニー・デュヴェール
- マルグリット・デュラス

## ト
- トリスタン・ガルシア

## ハ
- ジョルジュ・バタイユ
- オノレ・ド・バルザック

## ヒ
- ミシェル・ビュトール

## フ
- ピエール・ブール
- モーリス・ブランショ
- アナトール・フランス
- マルセル・プルースト
- ギュスターヴ・フローベール

## ヘ
- サミュエル・ベケット
- ジョルジュ・ペレック

## マ
- マルグリット・ド・ナヴァル
- アンドレ・マルロー
- エクトール・アンリ・マロ

## ミ
- アルフレッド・ド・ミュッセ
- アンリ・ミュルジェール

## メ
- プロスペル・メリメ

## モ
- ギ・ド・モーパッサン
- パトリック・モディアノ
- フランソワ・モーリアック
- アンドレ・モーロワ

## ユ
- ジョリス＝カルル・ユイスマンス
- ヴィクトル・ユーゴー

## ラ
- ピエール・ショデルロ・ド・ラクロ
- レイモン・ラディゲ
- フランソワ・ラブレー

## ル
- ピエール・ルイス
- レーモン・ルーセル
- モーリス・ルブラン
- ガストン・ルルー

## ロ
- アラン・ロブ＝グリエ
- ロマン・ロラン